# 高須教夫
高須 教夫（たかす のりお、1951年 - ）は、日本の会計学者。専門は、財務会計・国際会計。兵庫県立大学名誉教授。元日本会計史学会会長。

## 人物・経歴
1975年神戸大学経営学部（会計学）卒業。1982年神戸大学大学院経営学研究科会計学専攻博士後期課程退学。1997年神戸大学より博士（経営学）の学位を取得、日本会計史学会賞受賞。1999年日本簿記学会幹事。2002年ディスクロージャー研究学会監事。2003年日本会計史学会理事。2004年兵庫県立大学経営学部教授。2006年公認会計士試験委員。2007年兵庫県立大学大学院会計研究科教授。2011年日本会計史学会会長。2012年税理士試験委員。兵庫県立大学大学院会計研究科長を経て、兵庫県立大学名誉教授。専門は財務会計、国際会計。

## 著書
- 『アメリカ連結会計論』森山書店 1992年
- 『連結会計論 : アメリカ連結会計発達史』森山書店 1996年
- 『財務会計論 : スタンダードテキスト 1（基本論点編）』（河崎照行,齋藤真哉,佐藤信彦,柴健次,松本敏史と共編著）中央経済社 2007年
- 『財務会計論 : スタンダードテキスト 2（応用論点編）』（河崎照行,齋藤真哉,佐藤信彦,柴健次,松本敏史と共編著）中央経済社 2007年
- 『会計と会計学の歴史』（千葉準一,中野常男,片岡泰彦,橋本武久,川端保至,清水泰洋,渡辺泉,村田直樹,野口昌良,桑原正行,山口不二夫と共著）中央経済社 2012年